# Molitg-les-Bains
Molitg-les-Bains (în catalană Molig) este o comună în departamentul Pyrénées-Orientales din sudul Franței. În 2009 avea o populație de 216 de locuitori.

## Evoluția populației
| An        | 1975 | 1982 | 1990 | 1999 | 2006 | 2009 |
| --------- | ---- | ---- | ---- | ---- | ---- | ---- |
| Populație | 164  | 180  | 185  | 207  | 211  | 216  |